# Burg/Höhscheid
Der Stadtbezirk Burg/Höhscheid ist der flächenmäßig größte der fünf Stadtbezirke der bergischen Großstadt Solingen. Er umfasst dabei im Wesentlichen die beiden südöstlichen Stadtteile Burg und Höhscheid sowie Widdert und die südlichen Teile der Krahenhöhe.

## Geografie

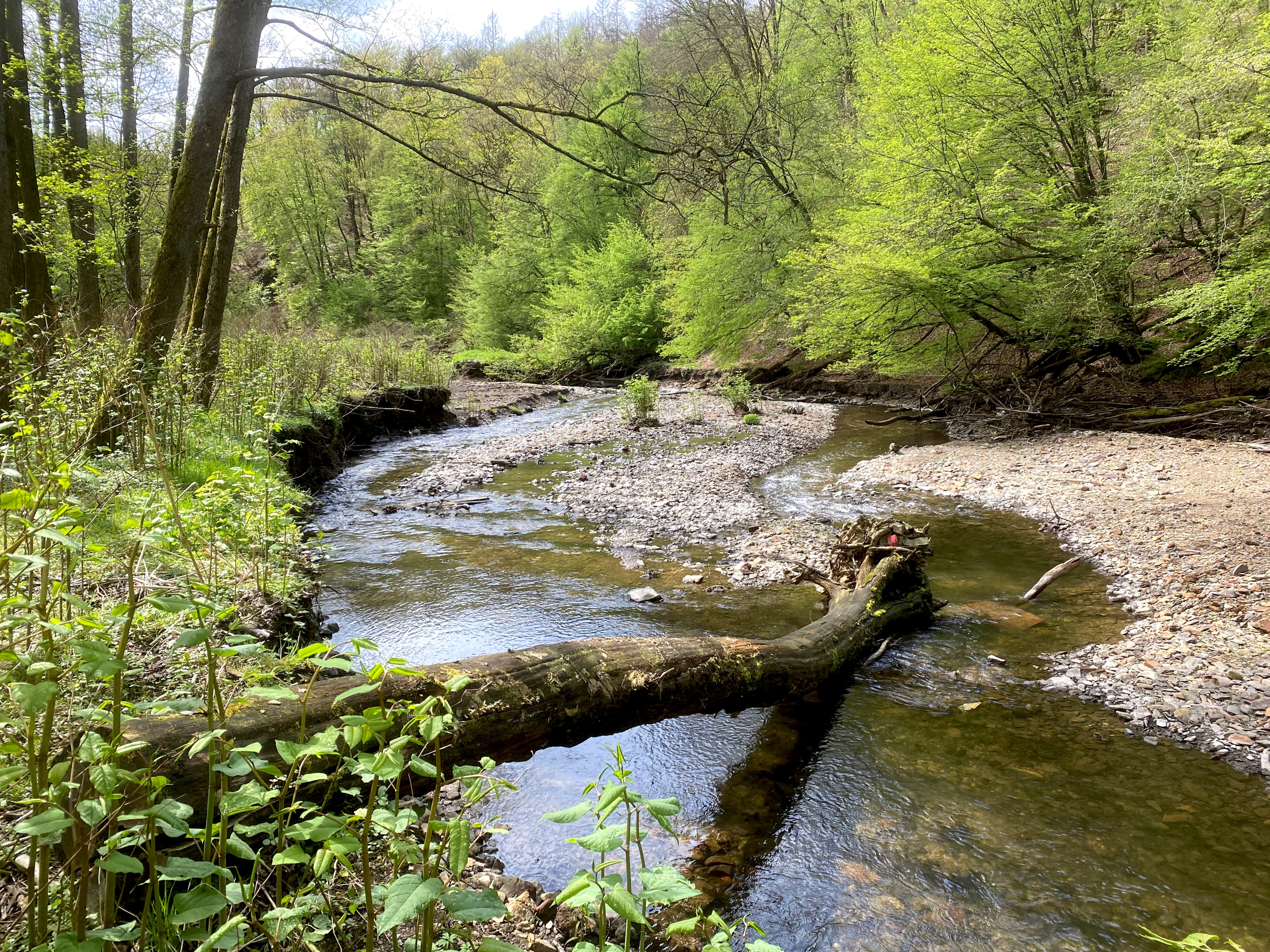
Der Eschbach, einer der Bachläufe in Burg/Höhscheid

Der Stadtbezirk Burg/Höhscheid umfasst den südöstlichen Bereich des Solinger Stadtgebietes. Nördlich grenzt er an den Stadtbezirk Solingen-Mitte an, im Westen an den Stadtbezirk Ohligs/Aufderhöhe/Merscheid. Im Süden grenzt er an die Nachbarstadt Leichlingen, im Osten an Wermelskirchen und Remscheid. Der Stadtbezirk verfügt über eine Fläche von 34,85 km² und macht damit mehr als ein Drittel der Gesamtfläche Solingens aus. Im Vergleich mit den anderen Stadtbezirken hat Burg/Höhscheid jedoch nur geringe Bevölkerungsdichte. Dies ist auf einen hohen Anteil von landwirtschaftlich genutzten Flächen, Waldgebieten und Freiflächen zurückzuführen.
Burg/Höhscheid liegt naturräumlich am Übergang vom Solinger Höhenrücken zum Westlichen Wupperengtal und zum Unteren Wuppertal. Der Stadtbezirk wird durch seine Wasserläufe geprägt, von denen die meisten bewaldete Bachtäler bilden, die sich zwischen einzelnen Höhenzügen befinden. Zu nennen sind hier vor allem der Nacker Bach, der Höhscheider Bach, der Weinsberger Bach, der Schellberger Bach, der Bertramsmühler Bach sowie der Eschbach und der Sengbach in Burg, die alle der Wupper zufließen, die auch in Teilen die Stadtgrenze bildet.

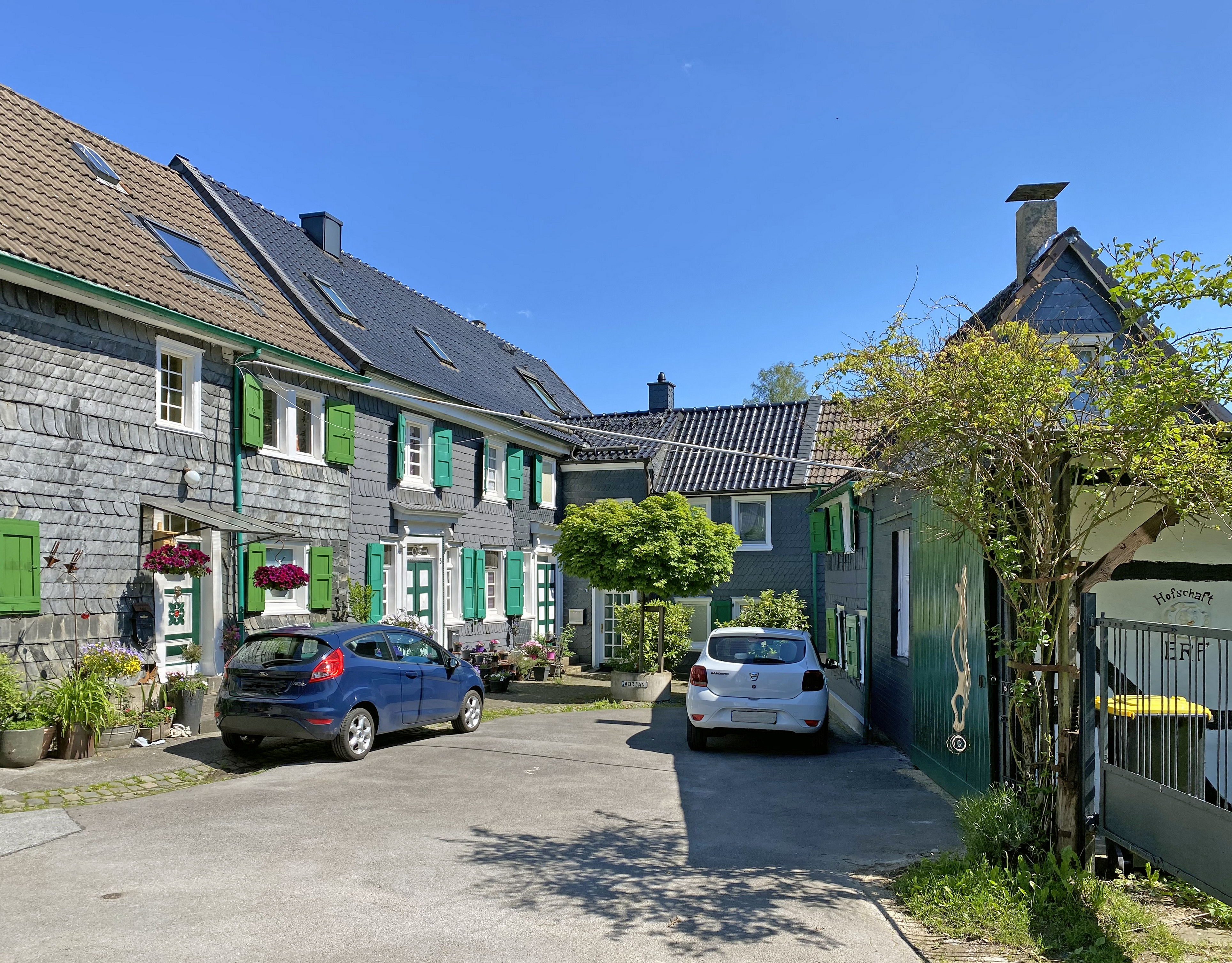
Der Ort Erf, eine typische Hofschaft in Burg/Höhscheid

Die Besiedlung im Stadtbezirk konzentriert sich im Norden an der Grenze zu Solingen-Mitte entlang der Bundesstraße 229 sowie zwischen der Landesstraße 427 und der SBV-Siedlung Böckerhof. Weitere Siedlungsschwerpunkte sind der Stadtteil Widdert im Süden und im äußersten Südosten der Stadtteil Burg mit den beiden Ortsteilen Unter- und Oberburg. Außerhalb der geschlossenen städtischen Bebauung ist der Stadtbezirk weilerartig durch Hofschaften besiedelt, die über Jahrhunderte die traditionelle Siedlungsform des Bergischen Landes darstellten.

## Demografie
Die Einwohnerzahl von Burg/Höhscheid betrug am 31. Dezember 2023 35.155. Die Bevölkerungsdichte lag 2023 bei 1017 Einwohnern pro km², was dem niedrigsten Wert aller fünf Solinger Stadtbezirke entspricht. Das Durchschnittsalter der Bevölkerung lag bei 45,9, was dem höchsten Anteil entspricht.
Der Anteil der Bevölkerung mit Migrationshintergrund lag 2023 bei 29,3 Prozent. Die Arbeitslosenquote betrug 5,2 Prozent.

## Geschichte
Das Gebiet des heutigen Stadtbezirks Burg/Höhscheid setzt sich zusammen aus den ehemaligen Gemeinden Dorp (1889 mit Solingen vereinigt), Höhscheid (1929 mit Solingen zusammengeschlossen) und Burg an der Wupper (1975 nach Solingen eingemeindet). Im Jahre 1975 wurden zudem der Ort Höhrath, die Sengbachtalsperre und die Ortslage Strohn nach Solingen eingemeindet. Die Geschichte der einzelnen Gemeinden ist in den jeweiligen Hauptartikeln dargestellt.
Der Stadtbezirk Burg/Höhscheid entstand 1999 aus der Fusion der beiden bis dato selbständigen Stadtbezirke Höhscheid und Burg.

## Politik
Die politische Vertretung des Stadtbezirks ist die Bezirksvertretung Burg/Höhscheid, die nach der Bezirksvertretungswahl im Jahr 2020 über 15 Sitze verfügt.
| Sitzverteilung in der Bezirksvertretung Burg/Höhscheid 2022Insgesamt 15 Sitze - Parteilos: 1 - SPD: 4 - Grüne: 3 - CDU: 5 - FDP: 1 - AfD: 1 Bezirksvertretungswahl 2020in Prozent %403020100 32,625,620,55,65,24,26,2 CDUSPDGrüneFDPAfDLinkeSonst.gGewinne und Verlusteim Vergleich zu 2014 %p 10 8 6 4 2 0 −2 −4 −6−3,4−2,3+9,7+0,3+0,8−0,7−4,5CDUSPDGrüneFDPAfDLinkeSonst.Anmerkungen:g darunter: BfS 3,2 % (−1,3 %) |

Die Wahl von Westeppe (CDU) zum Bezirksbürgermeister und von Ute Klein (FDP) zur 2. stellvertretenden Bezirksbürgermeisterin löste große Kritik aus, weil die Wahl durch eine AfD-Stimme und einer Stimme aus der SPD, welche eigentlich gemeinsam mit Grünen und Linken Kandidaten nominiert hat, ermöglicht wurde.

## Kultur und Sehenswürdigkeiten

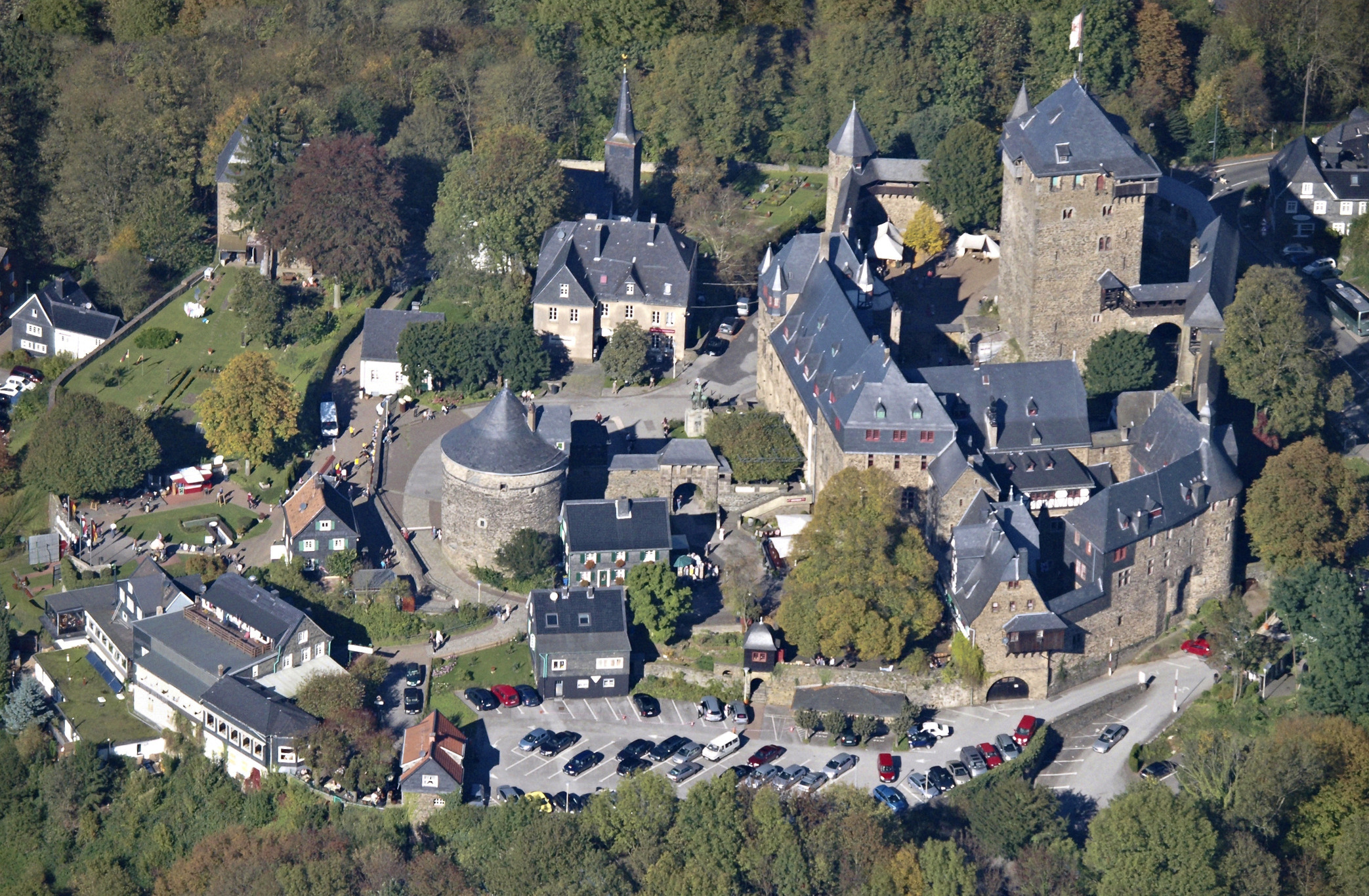
Schloss Burg

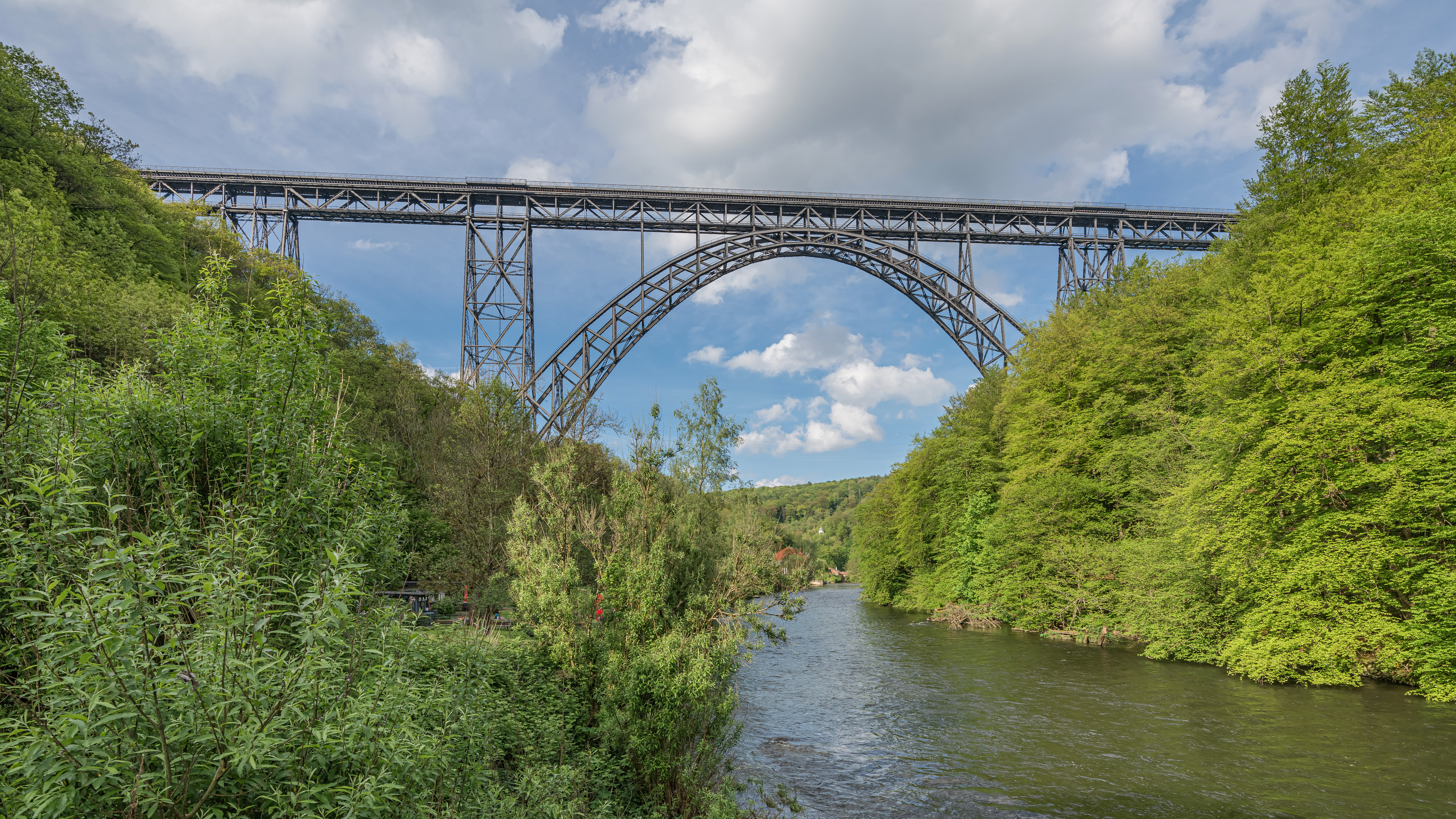
Müngstener Brücke

Im Stadtbezirk Burg/Höhscheid befinden sich einige überregional bekannte Sehenswürdigkeiten der Stadt Solingen. Die wichtigste Sehenswürdigkeit des Stadtteils Burg an der Wupper ist das mittelalterliche Schloss Burg, das ab dem 19. Jahrhundert wiederaufgebaut wurde. Den historischen Ortskern von Unterburg bindet die Seilbahn Burg an Schloss Burg an. In Müngsten befindet sich die 1897 eingeweihte Müngstener Brücke, die als höchste Eisenbahnbrücke Deutschlands Solingen mit Remscheid verbindet und das Tal der Wupper überspannt. Unter der Brücke befindet sich der im Rahmen der Regionale 2006 erbaute Müngstener Brückenpark, ein preisgekrönter Landschaftspark. Von den beiden historischen Diederichstempeln befindet sich einer in Solingen-Burg und der andere in Remscheid bei Müngsten. Die 1900 bis 1903 erbaute Sengbachtalsperre südlich von Burg ist eine der ersten Trinkwassertalsperren Deutschlands, die nach dem Intze-Prinzip errichtet wurden.
An der Wupper sind noch zwei weitgehend im Original erhaltene Schleifkotten erhalten, die als bedeutende Denkmale für die Solinger Industriegeschichte gelten. Dabei handelt es sich um den Wipperkotten und den Balkhauser Kotten, die heute als Museen genutzt werden. Weitere Museen im Stadtgebiet sind die ehemalige Dampfschleiferei Loos’n Maschinn in Widdert sowie das Waschhaus Weegerhof in der SBV-Siedlung Weegerhof.
In den Hofschaften rund um Höhscheid sowie in Unter- und Oberburg sind darüber hinaus zahlreiche weitere Bauwerke als Baudenkmäler ausgewiesen. Die Liste der Baudenkmäler in Solingen-Burg umfasst rund 90 Eintragungen, die Liste der Baudenkmäler in Höhscheid weist etwa 180 Eintragungen auf. Die Freiheit Burg rund um Schloss Burg und die historische Bebauung von Unterburg sind zudem als Denkmalbereiche ausgewiesen. Darüber hinaus befinden sich die Bodendenkmale Galapa und das ehemalige Bleierzbergwerk der Grube Kleeblatt auf dem Gebiet des Stadtbezirks Burg/Höhscheid.
Zahlreiche Wanderwege befinden sich auf dem Gebiet von Burg/Höhscheid, darunter der Klingenpfad, der Lieferfrauenweg, der Brezelwanderweg und der Wanderweg rund um die Sengbachtalsperre.

## Persönlichkeiten
Zu den bekannten Persönlichkeiten aus Burg/Höhscheid gehören:
- Tilde Klose, für die auch ein Stolperstein verlegt ist.
- Bettina Heinen-Ayech (1937–2020), Malerin und Publizistin
- Hanns Heinen (1895–1961), Lyriker und Journalist.